# پشت درهای بسته (مجموعه تلویزیونی)
پشت درهای بسته (به انگلیسی: The House Next Door)(به اسپانیایی: La Casa de al Lado)(به معنای درب خانه بعدی) عنوان مجموعه تلویزیونی به زبان اسپانیایی است که توسط کمپانی تلموندو و در ایالات متحده آمریکا در سالهای ۲۰۱۰-۲۰۱۱ ساخته شده و از شبکه تلویزیونی فارسی وان به زبان اصلی  با زبان اصلی و زیرنویس فارسی پخش شده است.

## خلاصه
داستان دو خانواده همسایه است که اتفاقات مرموزی در یکی از این خانواده‌ها رخ می‌دهد.

## بازیگران
- ماریتزا رودریگوئز
- گابریل پوراس